# دونا تارت
دونا تارت (به انگلیسی: Donna Tartt)؛ زاده ۲۳ نوامبر ۱۹۶۳) نویسندهٔ آمریکایی و خالق رمان‌هایی چون تاریخ سری (۱۹۹۲)، دوست کوچک (۲۰۰۲) و فنچ طلایی (یا سهره؛ ۲۰۱۳) می‌باشد.
تارت در سال (۲۰۱۴) موفق به کسب جایزهٔ پولیتزر در رشتهٔ ادبیات به خاطر رمان فنچ طلایی (سهره) شد.